# Sergio Peter
Sergio Peter (Mannheim, 1986. október 12. –) német labdarúgó.

## A kezdetek
Peter az SV Mannheim-Schönau-ban kezdte pályafutását, majd 2003-ban az Waldhof Mannheimbe igazolt. Az itt töltött sikeres évet követően távozott a klubtól, és 2004 júliusában szerződést írt alá a Blackburn Rovers FC labdarúgó-akadémiájával.

## Pályafutása
Miután Peter elvégezte a Blackburn Rovers akadémiáját 2008 januárjától a szezon végéig a belga Cercle Brugge-höz került kölcsönjátékosként. Itt csupán néhány mérkőzést játszott, ennek ellenére 2005. július 7-én szerződést írt alá a Balckburnnel.
A Blackburn tartalékcsapataiban mutatott, jobbára bal oldali középpályás játékával felkeltette magára a figyelmet, és hamarosan az első csapatban találta magát. Az első csapatban az angol labdarúgókupa harmadik körében, 2006. január 7-én mutatkozott be a Queens Park Rangers ellen. A mérkőzést a Blackburn nyerte 3-0-ra, mindhárom gólt Peter szerezte, ezért a mérkőzés legjobb játékosává választották.
2009. január 2-án a Blackburn Rovers tudomására jutott, hogy Sergio szerződést készül aláírni a Sparta Praha klubbal, és a csapatváltás még aznap meg is történt.
A prágaiaknál töltött első néhány hónapban Peter nem kápráztatta el a csapat vezetőit, és jobbára csak a tartalékcsapatban játszott. A csapat helyettes vezetője, Martin Hasek szerint az ok Sergio gyenge fizikai kondíciója. Április végéig csak egy mérkőzésen játszott, azon is lecserélték a 45. perc után.
2009 nyarán a Sparta Praha elbocsátotta Sergio Petert, az elbocsátás oka az volt, hogy nem tartották eléggé professzionálisnak.

## Külső hivatkozások
- Career stats at Fussballdaten.de (németül)